# Суперортикон
Суперортикон (від супер- та ортикон), в англомовній термінології image orthicon — передавальна телевізійна трубка з накопиченням заряду, що використовує перенесення зображення з фотокатода на двосторонню мішень, зчитування зображення з мішені повільними електронами і містить блок посилення сигналу вторинним електронним помножувачем.
Найдосконаліша з передавальних вакуумних телевізійних трубок, заснованих на зовнішньому фотоефекті і витиснула іконоскоп з передавальних ТВ-камер. Є розвитком конструкції ортикона.

## Будова

Схема суперортикона

Суперортикон, в його класичному вигляді, складався з трьох, конструктивно об'єднаних в одній вакуумній колбі, частин:

### Секція перенесення
Фактично являла собою електронно-оптичний перетворювач, що дозволяв збільшити чутливість. На напівпрозорий тонкий фотокатод проектувалося зображення, внаслідок цього фотоелектрони вибивалися з фотокатода і, під дією магнітного фокусуючого і електричного прискорюючого полів летіли до двосторонньої мішені, звідки вибивали вторинні електрони, створюючи на мішені потенційний рельєф. Перед мішенню була дрібноструктурна сітка, на якій осідали вибиті вторинні електрони.

### Секція накопичення
Межею між секціями була двостороння мішень зі слабкою провідністю. З протилежного від фотокатода боку знаходилася електронна гармата, яка сканувала мішень під впливом схрещених полів котушок розгортки. Але напруженість електричного поля була підібрана так, що спочатку електрони прискорювалися і фокусувалися, а потім гальмувалися, і не долітаючи до мішені часток міліметра, повертали назад, де і потрапляли в секцію множення. При неосвітленому фотокатоді всі електрони до мішені не долітали, а, якщо на мішені був потенційний рельєф, частина електронів променя долітала до мішені і осідала на ній, зменшуючи струм променя, який потрапляв в секцію множення.

### Секція множення
Являла собою  повторно-електронний помножувач, що складався з декількох пластин (дінодів), на які подавався зростаючий від пластини до пластини позитивний  потенціал. За рахунок вибитих із дінодів вторинних електронів сигнал міг посилюватися в тисячі разів. Перевага перед звичайним ламповим  підсилювачем полягало в меншому рівні шумів.

## Історія створення
Вперше принцип побудови суперортикона був описаний американськими вченими А. Троянді, П. Веймером і Х. Лоу в 1946 р. Конструкція фотокатода з сіткою і перенесенням зображення була запропонована в 1939 р. радянським вченим Г. В. Брауде.

## Характеристики
Типові студійні суперортикони дають відношення «сигнал / шум» 100 і вище при освітленості фотокатода 0,1-1,0 лк.
Найчутливіші з суперортиконів дозволяли вести зйомку при світлі повного Місяця (при використанні достатньо світлосильних об'єктивів) і навіть майже в повній темряві (при освітленості фотокатода 10 −7 — 10−8  лк).

## Недоліки
Суперортикон не мав очевидних недоліків іконоскопа, але мав свої власні — наприклад, «кометні хвости» за яскравими об'єктами в кадрі. Недоліками суперортикона були великі габарити, складність експлуатації та налаштування, велика споживана електрична потужність і т. д. Тим не менш, суперортикон широко застосовувалися в професійних  телевізійних камерах, навіть після появи зручних відиконів, так як мали на порядок або навіть два більшу чутливість.